# 2012 aux Tonga
Cet article présente les faits marquants de l'année 2012 aux Tonga.

## Évènements

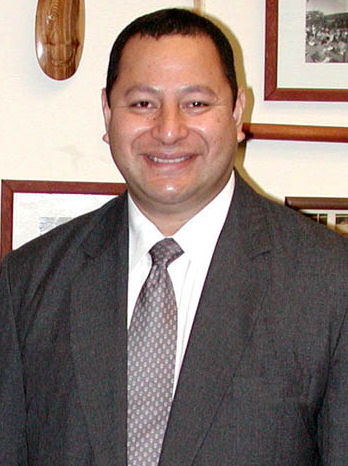
Tupou VI, devenu roi des Tonga lors du décès de son frère le 18 mars.

- 18 mars : Décès de George Tupou V, né le 4 mai 1948, roi des Tonga (depuis le 11 septembre 2006). Son frère lui succède et prend le nom de règne Tupou VI.

- 8 juillet : Le président du Parlement des Tonga, Lord Lasike, est reconnu coupable de possession illicite de munitions pour arme à feu ; il est condamné à une amende[1]. En raison de cette condamnation, il est expulsé du Parlement[2].

- 12 juillet : Le prince héritier des Tonga, Tupouto'a 'Ulukalala, épouse sa cousine au second degré Sinaitakala Fakafanua. Le mariage entre cousins suscite la controverse même au sein de la famille royale ; la reine-mère Halaevalu Mata'aho 'Ahome'e n'assiste pas à la cérémonie[3].

- 8 octobre : Échec de la première motion de censure dans l'histoire du Parlement des Tonga, à la suite de l'instauration d'un régime parlementaire à dominante démocratique en 2010. Le député 'Akilisi Pohiva ne parvient pas à obtenir une majorité pour le renversement du gouvernement du Premier ministre Lord Tu'ivakano ; l'Assemblée rejette la motion par treize voix contre onze[4].